# 安慶名城
安慶名城（あげなじょう、琉球語（沖縄語）: あぎなグスク、あぎなグシク）は、沖縄県うるま市安慶名にあったグスク（御城）の城趾である。
15世紀（三山時代）から16世紀にかけて同城を拠点に沖縄本島中部一帯を三代にわたり支配した安慶名大川按司（英祖王の男系子孫）の拠点として知られ、1972年（昭和47年）5月15日に国の史跡に指定された。

## 概要
天願川の平地に隆起した珊瑚性石灰岩の岩塊の断崖と傾斜を利用した山城で、自然の岩と岩との間に石垣や城門を構えている。形態は、外側と内側に二重の石垣を巡らす輪郭式のグスクである。城の北に天願川が流れており、その別名が「大川」であったことから安慶名城も「大川城」という別名を持っている。

## 歴史
三山時代の1322年に北山世主今帰仁仲宗根若按司の一族は、同族の怕尼芝（後に後北山王を称し北山王国を建国）に敗れ、今帰仁城を追われ若按司は落命、一族は離散。八男の今帰仁王子は南方の越来間切（後の美里間切）嘉手苅村へと流れ着いた。今帰仁王子は美里大主の娘・眞鶴金を妃とし美里間切伊覇村（現在のうるま市石川伊波）に伊覇城（現在では伊波城と呼ばれている）を築き、伊覇按司（一世）と名乗った。
1453年にその五男である安慶名大川按司一世によって安慶名城は改築城された。築城自体は旧城主の手によって1360年頃に行われたとされる。城周辺は安慶名中央公園として整備されており、現在も安慶名按司とその一族の墓は敷地内にあり毎年清明祭（シーミー）の時期には子孫らが集まる。
安慶名大川按司一世は安慶名城を中心に具志川（具志川城）や天願（天願城）、屋良（屋良城）、喜屋武（喜屋武城）に城を築き息子たちを城主として置き領土を拡大し中部最大の勢力を築き上げた。最盛期には勝連按司五世を打ち破り勝連城を支配、五男を勝連按司六世に置いた。

### 尚真王に討たれる
安慶名大川按司三世の代であった1511年、中山第二尚氏の尚真王は各地の按司を首里に集め中央集権国家を造ろうとしていたが、当時の安慶名按司の勢力は具志川、あるいは中部一帯に広がっており、首里に呼び寄せようとしてもこれを聞き入れなかった。
1526年、王府軍は安慶名大川按司三世が依然命令に従わないことを理由に安慶名城を攻めるが自然の要塞であり周りを水量の多い天願川に囲まれているため落城させることが難しかった。しかし、調べてみると安慶名城には水がないことが判明すると王府軍は兵糧攻め・水攻めを行い長期戦に持ち込み、遂には安慶名城を落城させ安慶名大川按司による三代70年に及ぶ統治は終焉を迎えた。

### 築城の目的
安慶名大川按司一世は当初、兼箇段（かねかだん）に築城を考えていたが、安慶名の小高い丘が適していると考え、この地にグスクを築いたと言われている。

## 特徴
沖縄のグスクのほとんどが直線上に郭が連なり、奥に主郭がある連郭式と呼ばれる様式である中、岩山に築かれた安慶名城は中心部に主郭を置き、それを取り囲むように中腹に郭を巡らした、県内では珍しい輪郭式と呼ばれる様式をとる。
草木が生い茂っており、自然に覆われている。また、広場と公園があり城内には闘牛場もある。

### 出土品
- 中国の陶磁器
- グスク時代の土器

### 現在の用途
現在、遊具や広場が設けられ、子供の遊び場となっている。また、城址の中心には闘牛場があり、全島の闘牛大会が開かれている。